# پاپ ماتار سار
پاپ ماتار سار (انگلیسی: Pape Matar Sarr؛ زادهٔ ۱۴ سپتامبر ۲۰۰۲) بازیکن فوتبال اهل سنگال است.
وی همچنین در تیم‌های ملی فوتبال Senegal national under-17 football team و سنگال بازی کرده‌است.